# Tiny Bradshaw
Myron Bradshaw (Youngstown, 23 september 1905 - Cincinnati, 26 november 1958) was een Amerikaanse rhythm-and-blues- en jazzmuzikant (zang, drums, piano), orkestleider, arrangeur en producent.

## Biografie
Bradshaw studeerde eerst psychologie aan de Wilberforce University en zong daarna met Horace Hendersons Collegians bij college-optredens in Ohio. In 1932 verhuisde hij naar New York, waar hij drumde bij de Alabamians van Marion Hardy, de Charleston Bearcats (later Savoy Bearcats) en de Mills Blue Rhythm Band en in 1932 zong hij bij Luis Russell. In 1934 formeerde hij zijn eigen swingorkest naar het voorbeeld van Cab Calloway. Hits waren onder andere The Darktown Strutters' Ball en Shout Sister Shout.
Bekend werd hij vanaf 1945 vooral met zijn Rhythm and Blues Band, als vervolg op een band, die hij tijdens de Tweede Wereldoorlog leidde bij de United States Army. Hits waren Well Oh Well (1950, King Records), (waarmee ze ook bij het blanke publiek veel succes hadden), Breaking up the house (1950), Train-Kept-a-Rollin (1952), (dat bekend werd met Johnny Burnette in 1955 en met The Yardbirds in 1965) en Soft (1952). Zanger van de band was vanaf 1952 onder andere Tiny Kennedy, de saxofonisten waren Rufus Gore en Red Prysock. In 1954 toerde hij met Dinah Washington. Tijdens zijn laatste levensjaren had hij voortdurend gezondheidsklachten en kreeg hij meerdere infarcten. In zijn band speelden met tussenpozen Jimmy Coe, Gigi Gryce, Sonny Stitt, Russell Procope, Red Prysock, Shadow Wilson, Charlie Shavers, Billy Kyle, Shad Collins, Gil Fuller, Charlie Fowlkes, Sil Austin en Billy Ford.